# Cathédrale Saint-Paul de Worcester
Cette  cathédrale n’est pas la seule cathédrale Saint-Paul.
La cathédrale Saint-Paul (en anglais : cathedral of Saint Paul) est la cathédrale catholique de la ville de Worcester, dans l’État américain du Massachusetts.
Consacrée en 1874, elle est l’église-mère du diocèse de Worcester.

## Histoire
En 1866, l’accroissement du nombre de fidèles catholiques rend les deux églises paroissiales de la ville (Sainte-Anne et Saint-Jean) insuffisantes aux besoins du culte. Cette situation détermine l’archevêque de Boston, Mgr John J. Williams, à envisager la construction d’un troisième sanctuaire. Il confie la tâche d’étudier la faisabilité du projet au prêtre desservant la paroisse Sainte-Anne, l'abbé John Power.
Ce dernier acquiert à cet effet un terrain en bordure de Main street et de Chatham street pour la somme de 15 000 dollars. Cependant, la construction d’une nouvelle église catholique le long de la principale avenue de la ville ne va pas sans créer de polémiques, une partie de la population y étant violemment opposée. De ce fait, les autorités municipales refusent l’implantation de l’église sur le terrain prévu, proposant en lieu et place un échange de terrains. Le diocèse accepte le compromis et c’est finalement sur une parcelle mitoyenne, au croisement de Chatham street et de High street, qu’est édifiée l’église Saint-Paul.
La première pierre est posée le 4 juillet 1869, tandis qu’une messe solennelle est célébrée à cette occasion par l’archevêque de Boston. Cinq ans de travaux sont nécessaires pour achever l’édifice, à l’exception notable du clocher. Le 16 juillet 1874, le sanctuaire est consacré au cours d’une cérémonie présidée par l’évêque de Springfield, Mgr Patrick T. O'Reilly. Le clocher n’est pas achevé avant 1889.
Le 14 janvier 1950, le pape Pie XII érige le diocèse de Worcester. L’église Saint-Paul prend le titre de cathédrale et accueille son premier évêque, Mgr John J.Wright, le 7 mars de cette même année.
Le 5 mars 1980, la cathédrale est inscrite sur la liste du Registre national des lieux historiques.

## Architecture
La cathédrale est un édifice de style néo-gothique anglo-normand dessiné par l'architecte Elbridge Boyden, originaire de Boston et auteur, entre autres exemples, du Mechanics Hall et de la First Congregational Church de Spencer. Basée sur un plan en croix latine, l'église se compose d'une nef de cinq travées, bordée de chapelles latérales, d'un transept saillant et d'une abside, l'ensemble étant couvert de croisées d'ogives. Un clocher en grès inspiré du style victorien s'élève à l'angle sud-ouest de la façade.
Le vaisseau de la cathédrale est long de 51 mètres pour 28 mètres de large et 29 mètres de hauteur sous voûte. Des chapelles latérales ont été aménagées le long de la nef : elles sont notamment consacrées à Sainte Jeanne d'Arc, Saint Patrick, Saint Wulstan, Saint Pie X ou encore Notre-Dame.
De nombreuses œuvres d'art y sont présentées : ainsi d'une icône de Notre-Dame de Kazan vieille de plus de trois siècles, d'une tapisserie flamande illustrant des scènes de la Passion du Christ ou d'un portrait de saint Paul par Van Dyck. Un ensemble de vitraux ayant pour thème la vie de saint Paul ont été posés dans les années 1950.